# Yoshi Otsunari
Yoshi Otsunari (ur. 17 grudnia 1906, zm. 26 stycznia 2022) – japońska superstulatka, druga najstarsza żyjąca osoba w Japonii tuż za Kane Tanaką i zarazem druga najstarsza Japonka w historii z prefektury Fukuoka tuż za Kane Tanaką. Wiek Yoshi Otsunari został zweryfikowany przez Gerontology Research Group. Yoshi Otsunari wraz z Teklą Juniewicz była jedną z dwóch ostatnich osób urodzonych w 1906 roku i w chwili śmierci znajdowała się na 4. pozycji wśród najstarszych żyjących osób świata.